# Que Me Quedes Tú
"Que Me Quedes Tú" là một đĩa đơn của ca sĩ, nhạc sĩ người Colombia Shakira. Bài hát trích từ album thứ ba của cô, Laundry Service.

## Xếp hạng
| Chart (2002-2003)                  | Peak position |
| ---------------------------------- | ------------- |
| Spain (PROMUSICAE)                 | 10            |
| Hoa Kỳ Hot Latin Songs (Billboard) | 1             |
| Hoa Kỳ Latin Pop Songs (Billboard) | 1             |